# (17703) Bombieri
(17703) Bombieri ist ein Asteroid des Hauptgürtels, der am 9. September 1997 vom italo-amerikanischen Astronomen Paul G. Comba am Prescott-Observatorium (IAU-Code 684) in Arizona entdeckt wurde.
Benannt wurde er am 9. Januar 2001 zu Ehren des italienischen Mathematikers Enrico Bombieri, dem Träger der Fields-Medaille des Jahres 1974 und zahlreicher weiterer Auszeichnungen auf dem Gebiet der Mathematik.